# 27922 Mascheroni
27922 Mascheroni (1996 XW8) là một tiểu hành tinh vành đai chính được phát hiện ngày 8 tháng 12 năm 1996 bởi P. G. Comba ở Prescott.